# Robert Fuchs (componist)
Robert Fuchs (Frauental an der Laßnitz (Steiermark), 15 februari 1847 - Wenen, 19 februari 1927) was een Oostenrijks componist. Fuchs was docent aan het conservatorium van Wenen van 1875 tot 1912. Zijn vakken waren harmonie en contrapunt. Fuchs was leermeester van een groot aantal beroemde componisten, onder wie Gustav Mahler, Hugo Wolf, Richard Strauss, Jean Sibelius, Alexander von Zemlinsky, Franz Schmidt, Franz Schreker, Robert Stolz en Erich Korngold.
Fuchs studeerde aan het conservatorium van Wenen, onder meer bij Anton Bruckner. Zijn hoofdvakken waren compositie en orgel. Hij was dirigent van het Konzerte der Gesellschaft der Musikfreunde in Wenen vanaf 1875. Van 1894 tot 1905 was hij keizerlijk en koninklijk hoforganist. 

## Pianoconcert
Zijn enige pianoconcert heeft Fuchs geschreven in de jaren 1879 en 1880, onder supervisie van Johannes Brahms, die er niet veel heil in zag. Brahms was namelijk nogal sceptisch over de kwaliteiten van Fuchs om een pakkend pianoconcert te kunnen schrijven. Brahms leek echter vergeten te zijn dat in 1868 aan het Weens Conservatorium de moeilijke beslissing moest worden genomen of Fuchs een prijs moest krijgen voor zijn componeervaardigheden of voor zijn pianospel. Hij blonk namelijk in beide disciplines uit. 
Toch werd het pianoconcert een van Brahms’ favoriete concerten. De première was op 2 februari 1880. Ondanks het feit dat het een uitstekend geschreven werk is en het sterk aanbevolen werd door Brahms, heeft het geen stand gehouden. Al vrij snel na de première verdween het van het repertoire van orkesten en pianisten. Naast invloed van Brahms valt de invloed van Beethoven erg op in het pianoconcert.

## Vergeten componist
Er zijn een paar redenen aan te halen waarom Fuchs tot de grote groep ‘vergeten componisten’ behoort. Op de eerste plaats was hij een fanatiek volgeling van Brahms, zodat zijn naam altijd in verband werd gebracht met Brahms. Op de tweede plaats was hij leraar van veel beroemdheden (zie boven) zodat zijn naam altijd geassocieerd werd met die beroemdheden en niet met zijn eigen verdiensten. Ten derde had Fuchs een groot gebrek aan zelfvertrouwen wat een overmatige bescheidenheid tot gevolg had. Hij heeft zijn werk dan ook nooit echt gepromoot. Ten slotte was hij een componist die weinig begrip had voor de grote veranderingen op muziekgebied die tijdens zijn leven plaatsvonden.

## Composities (selectie)

### Orkest

#### Symfonieën
- Nr. 1 C-groot, op.37
- Nr. 2 Es-groot, op.45
- Nr. 3 E-groot, op.79

#### Serenades
- Nr. 1 D-groot, op.9
- Nr. 2 C-groot, op.14
- Nr. 3 e-klein, op.21
- Nr. 4 g-klein, op.51
- Nr. 5 D-groot, op. 53

#### Overig
- Des Meeres und der Liebe Wellen, Ouverture op. 59
- Andante grazioso & Capriccio voor strijkers, op.63
- Pianoconcert bes-klein, op.27 (1881/82)

### Muziektheater
- Die Königsbraut, opera in drie bedrijven, op. 46 (1889) (libretto: Ignaz Schnitzer)
- Die Teufelsglocke, opera in drie bedrijven (1891) (libretto: Bernhard Buchbinder)

### Koormuziek
- Mis G-groot, op. 108
- Mis d-klein, op. 116
- Mis F-groot, zonder opusnummer

### Kamermuziek

#### Kwintet
- Kwintet voor klarinet en strijkkwartet Es-groot, op. 102

#### Strijkkwartetten
- Nr. 1 E-groot, op. 58
- Nr. 2 a-klein, op. 62
- Nr. 3 C-groot, op. 71
- Nr. 4 A-groot, op. 106

#### Pianokwartetten
- Nr. 1 g-klein, op. 15
- Nr. 2 b-klein, op. 75

#### Trio's
- Trio fis-klein voor viool, altviool en piano, op. 115
- Sieben Fantasien voor viool, altviool en piano, op. 57
- Strijktrio A-groot, op. 94
- Pianotrio C-groot, op. 22
- Pianotrio Bes-groot, op. 72
- Terzetti (Trios voor twee violen en altviool) op. 61
  - nr. 1 A-groot
  - nr. 2 D-groot
- Terzetto in cis-klein, op. 107

#### Duo's
- 20 duo's voor twee violen, op. 55
- 12 duetten voor viool en altviool, op. 60
- 6 sonates voor viool en piano
  - Nr.1 fis-klein, op. 20
  - Nr.2 D-groot, op. 33
  - Nr.3 d-klein, op. 68
  - Nr.4 A-groot, op. 77
  - Nr.5 E-groot, op. 95
  - Nr.6 g-klein, op. 103
- 10 Fantasieën voor viool en piano, op. 74
- Sonate d-klein voor altviool en piano, op. 86
- 6 Fantasieën voor altviool en piano, op. 117
- Sonate nr.1 d-klein voor cello en piano, op. 29
- Sonate nr.2 es-klein voor cello en piano, op. 83
- 7 Fantasieën voor cello en piano, op. 78
- Sonate g-klein voor contrabas en piano, op. 97
- 3 stukken voor contrabas en piano, op. 96

### Solo-instrument

#### Orgel
- Fantasie C-groot, op. 87
- Fantasie es-klein, op. 91
- Fantasie Des-groot, op. 101
- Variaties en Fuga

#### Piano
- Frühlingsstimmen. 12 stukken, op. 1 (vierhandig)
- Sonate nr. 1 Ges-groot, op. 19 (1877)
- Sonate nr. 2 g-klein, op .88 (1910)
- Sonate nr. 3 Des-groot, op. 109 (1919)
- Ländliche Szenen op. 8
- 12 Etudes op. 31
- Jugendklänge op. 32
- 20 phantastische Skizzen op. 49
- Tautropfen, 13 stukken, op. 112

- Bibliothèque nationale de France: cb13894196x (data)
- Catàleg d'autoritats de noms i títols de Catalunya: 981058511862806706
- CiNii: DA12165992
- Gemeinsame Normdatei: 119271559
- International Standard Name Identifier: 0000 0000 8118 7567
- Library of Congress Control Number: n81127852
- Nationale Bibliotheek van Letland: 000242613
- MusicBrainz: e6ba541b-3360-4368-8269-b9de09855e53
- Bibliotheek van het Japanse parlement: 01037020
- Nationale Bibliotheek van Tsjechië: ola2002107466
- Nationale Bibliotheek van Israël: 987007283536305171
- Nationale Bibliotheek van Polen: a0000002715508
- Nederlandse Thesaurus van Auteursnamen: 096451149
- Réseau des bibliothèques de Suisse occidentale: 02-A012314732
- Istituto Centrale per il Catalogo Unico: MUSV027939
- SNAC: w61v5sbn
- Système universitaire de documentation: 033737908
- Virtual International Authority File: 39561810
- WorldCat: E39PBJrckMRJfcFxRBRV639Rrq